# Feliciano Perducca
Feliciano Perducca (né le 9 juin 1901 à Buenos Aires et mort le 22 août 1976) est un footballeur international argentin. Il participe aux Jeux olympiques d'été de 1928, remportant la médaille d'argent avec l'Argentine.

## Biographie
Feliciano Perducca participe aux Jeux olympiques d'été de 1928 organisés aux Pays-Bas. Lors du tournoi olympique, il dispute la finale rejouée contre l'Uruguay (défaite 2-1 à Amsterdam).

## Palmarès

### équipe d'Argentine
- Jeux olympiques de 1928 :
  -  Médaille d'argent.